# Mulillero
El mulillero en el mundo taurino, es un miembro del personal del ruedo encargado de conducir a las mulillas en el arrastre .

## Presentación y origen del nombre

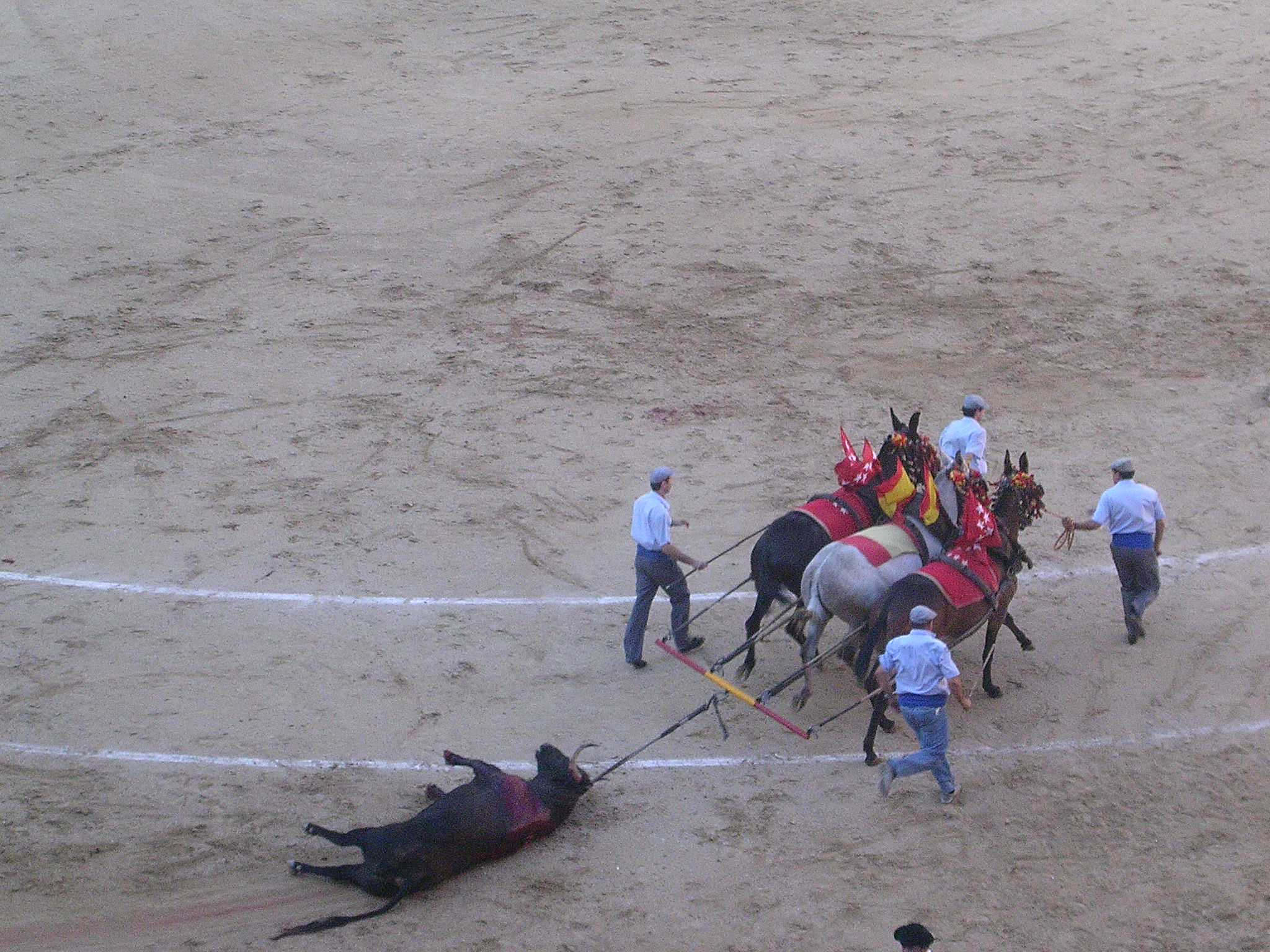
mullilleros conduciendo las mulillas en arrastre en Arlés

Los mulilleros intervienen al final de la corrida, cuando el animal debe de ser retirados, ya sea rápidamente, es decir al trote, o homenajeados con una vuelta al ruedo cuando el toro ha estado bien. El público luego aplaude al animal.
El traje de los Mulilleros varía según las plazas de toros : pantalón oscuro y camisa blanca, o pantalón blanco y camisa celeste. Siempre llevan una gorra de forma y color variables según la plaza y el país.

### Función y código

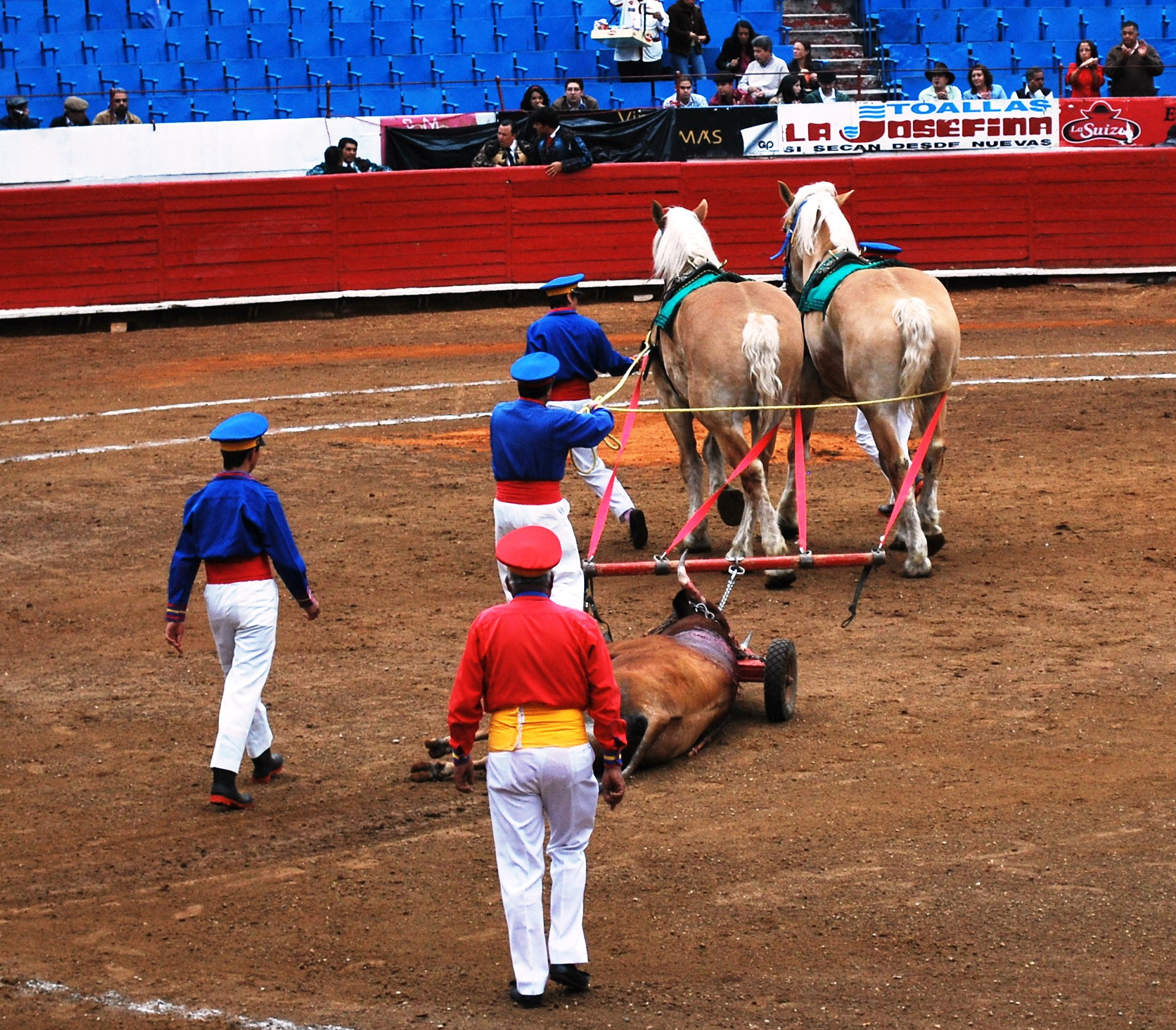
mulilleros en la Ciudad de México

Para llevarse el toro, los mulilleros envuelven una cuerda alrededor de sus cuernos y lo atan a la barra de tracción para sacarlo de la plaza. 
Cuando el toro es honrado con una vuelta por orden de la presidencia que saca un pañuelo azul, las mulillas da una vuelta al ruedo lentamente, en la dirección opuesta a las agujas del reloj.